# Associação das Indústrias de Telecomunicações
Associação das Indústrias de Telecomunicações, nome traduzido originalmente da língua inglesa, na qual é (Telecommunications Industries Association), sigla TIA. Esse grupo foi criado nos Estados Unidos, em 1988, com o objetivo de fornecer tecnologia na área de Telecomunicações.
TIA representa os fornecedores de transmissão de sinais e produtos de informática e serviços para a mercado mundial pela sua competência em desenvolver padrões e resolver questões legais locais e globais, desenvolvimento do mercado e programa de promoção de produtos. A associação possibilita a convergência de novas redes de comunicações em seu estágio de desenvolvimento, favorecendo um ambiente de mercado competitivo e inovador.
Atualmente ela conta com cerca de 300 associados.